# Campionato internazionale di scherma 1923
Il terzo campionato internazionale di scherma si è svolto nel 1923 a L'Aia, nei Paesi Bassi.
Sono stati assegnati 2 titoli maschili:
- maschile
  - sciabola individuale
  - spada individuale

## Risultati

### Uomini
| Evento                          | Oro            | Argento       | Bronzo                 |
| Spada                           |                |               |                        |
| Spada individuale (dettagli)    | Wouter Brouwer | Arie de Jong  | Roger François Ducret  |
| Sciabola                        |                |               |                        |
| Sciabola individuale (dettagli) | Arie de Jong   | Marc Perrodon | Henri Wijnoldy-Daniëls |

## Medagliere
| Posizione | Nazione     |   |   |   | Totale |
| --------- | ----------- | - | - | - | ------ |
| 1         | Paesi Bassi | 2 | 1 | 1 | 4      |
| 2         | Francia     | 0 | 1 | 1 | 2      |
| Totale    | Totale      | 2 | 2 | 2 | 6      |